# Detartraj
Detartraj (din franceză détartrage) sau detartrare se numește operația de înlăturare a tartrului.

## Introducere
Detartrajul este metoda prin care dentistul indeparteaza de pe suprafata dintilor tartrul depus. Detartrajul se poate realiza cu instumentar manual sau cu ultrasunete.
Curățarea cu ultrasunete este o metodă nouă, nedureroasă, care oferă pacienților o curățare superioara fata de curățarea manuală.
O scurta istorie a detartrajului: Curățarea cu ultrasunete nu este o invenție noua. Metoda de curățare cu ultrasunete a fost creata în anii 1950 și era folosita, în principal pentru curățarea pieselor de aeronave. Acesta nu a devenit disponibila pentru uz dentar decât mult mai târziu. 
Cum funcționează: Vârful ansei este subțire. Atunci când ansa ia contact cu un dinte, undele de sunet se ciocnesc de dinte și acest proces duce la desprinderea tartrului. Apa provenita din ansa apoi spală resturile desprinse de pe dinte. Vârful ansei nu deteriorează smalțul dintelui ca metodele tradiționale (detartrajul manual). Folosind doar vibrațiile ansei, pacienții se pot aștepta la un proces nedureros.  

## Beneficii
Aceasta metoda este mult mai rapida decât cea tradiționala. Vârful subțire al aparatului este capabil sa ajungă sub linia gingiei pentru a elimina tartrul găsit acolo unde ansa manuala nu ajunge. De asemenea, aceasta metoda de curățare dentara poate preveni gingivita și boala parodontala. Detartrajul cu ultrasunete poate  elimina de pe dinte petele dificile, cum ar fi cele de cafea, ceai și nicotina.
- se pot descoperii carii ascunse
- indeparteaza petele de pe suprafata dintilor
- prelungeste viata dintilor